# Buibui
Buibui is een geslacht van spinnen uit de  familie van de Cyatholipidae.

## Soorten
- Buibui abyssinica Griswold, 2001
- Buibui claviger Griswold, 2001
- Buibui cyrtata Griswold, 2001
- Buibui kankamelos Griswold, 2001
- Buibui orthoskelos Griswold, 2001